# MapGuide Open Source
MapGuide Open Source es una plataforma basada en web que permite a los usuarios desarrollar y desplegar rápidamente aplicaciones cartográficas y servicios geoespaciales en entorno web. MapGuide ofrece un visualizador interactivo que incluye funciones de selección, consulta de propiedades de objetos, geoprocesos sencillos y mediciones entre otros. 
MapGuide incluye una base de datos en XML para la gestión de contenido, y soporte para formatos de archivos geoespaciales más populares, bases de datos y normas. 
MapGuide se puede ejecutarse sobre Linux o Windows, posee soporte para los servidores web IIS y Apache y ofrece extensiones PHP, .NET, Java, JavaScript y un API para el desarrollo de aplicaciones. 
MapGuide Open Source se distribuye bajo la licencia LGPL.
- Datos: Q5666840